# Brunello Spinelli
Brunello Spinelli, född 26 maj 1939 i Florens, död 6 februari 2018 i Florens, var en italiensk vattenpolomålvakt. Han spelade två matcher i den olympiska vattenpoloturneringen i Rom som Italien vann. Hans klubblag var Gruppo Sportivo Fiamme Oro.